# Haha to Kuraseba
Haha to Kuraseba (em japonês: 母と暮せば; literalmente, Vivendo com Minha Mãe) é um filme de drama japonês de 2015 dirigido e escrito por Yoji Yamada, o qual conta a história de Nobuko Fukuhara, uma mulher que perdeu seu marido e seus filhos mais velho e mais novo durante a Segunda Guerra Mundial. Foi selecionado como representante de seu país ao Oscar de melhor filme estrangeiro em 2017.

## Elenco
- Sayuri Yoshinaga - Nobuko Fukuhara
- Kazunari Ninomiya - Koji Fukuhara
- Haru Kuroki - Machiko Sata
- Kenichi Kato - "Shanghai Uncle"
- Tadanobu Asano - Kuroda
- Yuriko Hirooka - Tomie
- Miyu Honda - Tamiko
- Nenji Kobayashi - Oficial
- Kazunaga Tsuji
- Isao Hashizume - Kawakami